# Pabar
Pabar és un riu de l'estat d'Himachal Pradesh a l'Índia, que neix a la vora del llac Charamai, prop del pas de Barenda. Corre en direcció generalment al sud-oest en un ràpid descens a través del que fou l'antic principat de Bashahr i finalment desaigua al riu Tons a 30° 56′ N, 77° 54′ E / 30.933°N,77.900°E després d'un curs d'uns cent cinquanta kilòmetres.